# Mohák

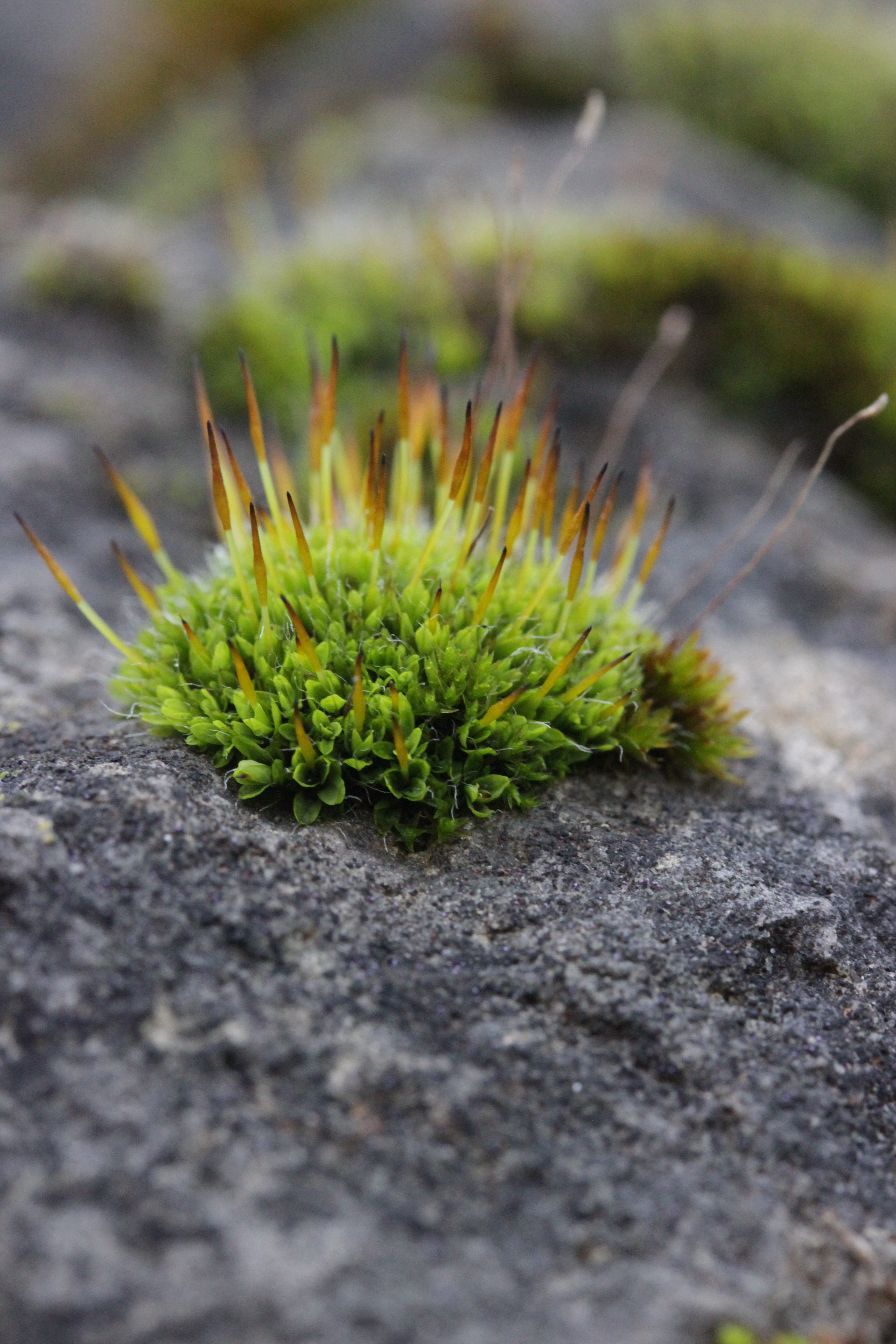
Fali csavartfogúmoha (Tortula muralis)

A mohák az egész Földön elterjedt, nem edényes, embriós növények, mintegy 26 000 ismert fajjal, amelyek közül Magyarországon 659 él (2 becősmoha, 146 májmoha és 511 lombosmoha).
Kis termetű, levélkére és száracskára tagolódó vagy telepes, zöld, spórás növények, amelyeknek nincsenek gyökerei és szállítószövete. A szárazságot és a fagyot is jól tűrik. Kanadai tudósok megállapították, a mohák a gleccsertakarók alatt átvészelt 400 év elteltével is képesek új életre kelni, amint napfény éri őket. Ezt a képességüket annak is köszönhetik, hogy az emberi őssejtekhez hasonlóan működő, ún. totipotens sejtjeik vannak. Egyetlen sejtből képes létrejönni egy teljes növény.

## Nevük eredete
Több forrás szerint is a moha növények régies megnevezése: halápok, mohok illetve a latin muscus.
A moha szó valószínűleg a déli szláv nyelvekből került át a magyar szóhasználatba. Már a 15. században leírták a moh (Földön folyó moh) formát, ’apró, zöld levelű és szárú, spórákkal szaporodó virágtalan növény’ értelemben.

## Rendszerezésük
Hagyományosan törzsként (Bryophyta néven) tárgyalták őket, és többnyire két osztályukat különböztették meg:
- Májmohák (Hepaticae) és
- Lombosmohák (Musci).

Az új vizsgálatok megállapították, hogy a mohák csoportja parafiletikus (nincs kizárólagos közös ősük). A filogenetikus értékelések három „moha-vonalra” osztják őket, és most ezeket szerepeltetik a törzsek szintjén:
- Becősmohák (Anthocerophyta)
- Májmohák (Hepatophyta vagy Marchantiophyta)
- Lombosmohák (Bryophyta)

A három törzsnek számos olyan, közös jellemzője van, amik alapján mégsem indokolatlan közösen tárgyalni őket.

## Közös jellemzőik
- Minden moha embriós növény (Embryophyta): a zigóta osztódása után a fiatal diploid sporofiton egy ideig a gametofiton szervezetében marad.

1. A többi embriós növénytől megkülönbözteti őket a szállítószövet hiánya. Bár szállításra alkalmas sejtek, sejtcsoportok a mohákban is előfordulnak (a lombosmoháknál a sporofitonban és a gametofitonban is, néha igen fejlett formában, a májmoháknál csak a gametofitonban, a becősmoháknál egyáltalán nem), ezek nem homológok az edényes növények (Tracheophyta) edényeivel, ugyanis nincs bennük se lignin, se valódi rostasejt.
2. Életfázisaik úgy váltakoznak, hogy a gametofiton szakasz dominál a sporofitonnal szemben.
3. Sporofitonjuk nem ágazik el, és azon a többi embriós növénytől eltérően csak egyetlen sporangium fejlődik ki.
4. Nincs önálló vízháztartásuk (poikilohidrikusak). Víztartalmuk környezetfüggő; a vizet teljes testfelületükön veszik fel. A szárazságtűrő mohák egyes fajai kiszáradt állapotban is több évig életképesek maradnak, majd vízhez jutva életfolyamataik teljesen helyreállnak (akár múzeumi példányokéi is).

## Evolúciójuk
Törzsfejlődésük, evolúciós kapcsolatrendszerük, viszonyuk a többi embriós növénnyel még nem teljesen tisztázott. Az alábbi kladogramokon két hipotézis látható erről:
|                           |                             |
| Májmohák alapi helyzetben | Becősmohák alapi helyzetben |

## Törzseik és ismertebb nemeik

### Becősmohák
- Anthoceros

### Májmohák
Telepes és leveles formák is tartoznak közéjük.
- Csillagos májmoha (Marchantia polymorpha)
- Vízicsipke (Riccia fluitans)
1–6 cm-es teleptestű májmoha. Lápos vizekben az egész Földön gyakori, de tarthatjuk akváriumban is.
- Békalencsemoha (Ricciocarpus natans)
Szív alakú, sárgászöld májmoha, középen árkolt karéjjal. Semleges vagy savanyú lápos vizekben lebeg, leapadás után szalag alakú pikkelyeivel a talajhoz tapad.
- Illatos májmoha (Mannia fragrans)
A teleptest 1–2 cm-es. Felül sötétzöld, alul vörösbarna, a telepvégeken fehér pikkelyes rojtokkal. Jellemző „ceruzaszaga”, a virginiai boróka aromás illatára emlékeztet.

### Lombosmohák
A száruk leveles; a levélkék szórtan ülnek a száracskán. Egyes fajták spóratokja a felálló száracska csúcsán fejlődik, másoknál az oldalágakon.
- Tőzegmoha (Sphagnum)
- Ezüstmoha (Bryum argenteum)
- Fácskamoha (Climacium dendroides)
- Világítómoha (Schistostega)
- Szőrmoha (Polytrichum)